# Dalsjöfors GoIF
Dalsjöfors GoIF ist ein schwedischer Sportverein aus Dalsjöfors. Der Verein ist insbesondere für seine Frauenfußballmannschaft bekannt.

## Hintergrund
Dalsjöfors GoIF wurde 1925 gegründet. Der Verein betreibt aktuell Abteilungen für Fußball und Boule, früher gehörten auch Skifahren, Orientierungslauf und Turnen zum Angebot. Die erste Frauenmannschaft spielte längere Zeit zweitklassig. 2010 stieg sie erstmals in die 1. Frauenliga auf, musste jedoch als Tabellenletzter in der Folgesaison 2011 wieder absteigen. 2012 ging die Frauenabteilung des Vereins Konkurs und spielt 2013 in der untersten Liga, der Div.5 Sydöstra. Die Männermannschaften spielen durchweg im regionalen Ligabereich.